# غار باچو کیرو
غار باچو کیرو (انگلیسی: Bacho Kiro cave)، در ۵ کیلومتر (۳٫۱ مایل) غرب شهر دریانووو، بلغارستان، فقط ۳۰۰ متر (۹۸۰ فوت) فاصله دارد. از صومعه دریانوو. در دره‌های آنداکا و رودخانه دریانوو تعبیه شده است. این غار در سال ۱۸۹۰ افتتاح شد و اولین بازدیدکنندگان تفریحی در سال ۱۹۳۸ وارد غار شدند، دو سال قبل از اینکه به افتخار احیای ملی بلغارستان رهبر، معلم و انقلابی باچو کیرو نامگذاری شود. این غار هزارتویی چهار طبقه از گالری‌ها و دالان‌هایی به طول کل ۳٬۶۰۰ متر (۱۱٬۸۰۰ فوت)، ۷۰۰ متر (۲٬۳۰۰ فوت) می‌باشد. از سال ۱۹۶۴ برای دسترسی عموم نگهداری می‌شوند و مجهز به چراغ‌های برقی هستند. یک رودخانه زیرزمینی در طول زمان گالری‌های زیادی را ایجاد کرده است.